# Shahriyar III
Shahriyar III (persan : شهریار), est le seizième souverain de la dynastie des Bawandides de 986 et 987, et brièvement, en 998, après une courte interruption pendant son règne. Il est également le neveu et le successeur de Sharwin III.
Shahriyar III est le fils d'un certain prince Bawandide nommé Dara. En 986, après la mort de Rustam II, son fils al-Marzuban monta sur le trône.